# 크세누시온
크세누시온(학명: Xenusion auerswaldae 크세누시온 아우에르스왈다이[*])는 초기 엽족류로 독일 방면의 발트해 해안에 있는 빙하 퇴적암에서 발견되었다. 세 점의 표본이 알려져 있다. 완모식표본이 발견된 직후에 또 다른 표본이 잠시 목격되었지만 얼마 안 가 사라졌다. 없어진 표본을 제외하면 대부분의 화석들은 캄브리아기 하부층(제2절 후반~제3절 초반)에 퇴적한 스웨덴 남부의 칼마르순드(Kalmarsund) 사암층에서 기원한 것으로 보인다. 현재 밝혀진 연체성 엽족류 중에서는 가장 이른 시기에 나타난 화석이다.

## 특징
표본들이 특별히 잘 보존되어 있지 않다. 오래된 표본은 길이가 10cm 정도로 좁고 약하게 체절이 나눠진 몸을 가지고 있다. 해당 표본은 몸의 뒷부분으로 가정했을 때 몸길이 약 20cm인 동물의 일부로 추정되었다. 함몰부는 가장 뒤의 마디들을 제외한 모든 마디의 바닥면에서 많아진다. 각각의 마디에는 끝이 약간 구불구불하며, 현생 유조동물을 닮았지만 분화된 발과 발톱이 없는 한 쌍의 가늘은 환절형 다리를 가지고 있는 것으로 보인다. 10개 이상의 체절이 존재한다. 각각의 몸돌기에는 가시가 있고 화석에서는 희미하지만 다리고리마다 가로로 평행한 줄 모양의 구조물이 달려있던 것으로 추정된다. 최전방부 마디에 다리가 없거나 남아있지 않다. 머리도 없어졌거나 잘 보존되지 않은 것으로 추정된다. 전방부가 보이는 새로운 표본에 따르면, 길고 좁은 주둥이를 가지고 있었을 가능성이 있지만, 이것도 보존적 인위 구조임을 시사한다.
크세누시온은 탈로(Tarlo)가 그린 에디아카라기의 엽상동물로 재해석되었으며, 그 해석에 따른 그림은 마크 맥메나민이 제시했던 것이다. 『무척추동물 고생물학에 대한 논문』 제O권에 제시된 사진에서, 이 생물의 외형은 원래의 해석을 더 잘 뒷받침하는 것으로 보인다. 크세누시온류에 대한 추가 연구는 랑게오모르프류와의 관련성에 대한 가능성을 메운다.